# Richmond, Fredericksburg, and Potomac Railroad
 (janvier 2022).
Le Richmond, Fredericksburg, and Potomac Railroad (sigle de l'AAR: RFP) était un chemin de fer américain de classe I qui reliait Richmond à Washington DC. Il constitue maintenant une portion du réseau du CSX Transportation.
Le RF&P, dont le slogan était  "Linking North & South", était une ligne de liaison (bridge line), qui mesurait  182 km. La caractéristique de ce type de ligne, c'est que son trafic est essentiellement dû au transit d'un réseau vers un autre, alors que son activité propre est limitée. Durant la majeure partie de son existence, le RF&P se connectait à Richmond avec le Chesapeake and Ohio Railway, l'Atlantic Coast Line Railroad et le Seaboard Air Line Railroad. À l'autre extrémité de sa ligne à Alexandria et, grâce à des droits de passages, à l'Union Station de Washington, DC, il se connectait avec le Pennsylvania Railroad, le Baltimore and Ohio Railroad, et le Southern Railway. Il y avait également à Potomac Yard, une connexion avec le Washington and Old Dominion Railroad.

## Histoire
Le Richmond, Fredericksburg & Potomac Railroad fut enregistré le 25 février 1834 pour relier le nord de Richmond, aux rives du fleuve Potomac via Fredericksburg. Il relia Richmond à Hazel Run en 1836, Fredericksburg le 23 janvier 1837, et Aquia Creek sur le fleuve Potomac le 30 septembre 1842. Un service de bateaux à vapeur desservant Washington, DC, et le Baltimore and Ohio Railroad était assuré par la Washington and Fredericksburg Steamboat Company (rebaptisée ensuite Potomac Steamboat Company), laquelle finit par être contrôlée par le RF&P après 1845.
Le 11 octobre 1870, une réunion exceptionnelle des actionnaires autorisa une extension vers Quantico au nord. Cette extension longue de 16 km reliait Brooke à Quantico sur le Potomac. Lors de son ouverture le 1er mai 1872, l'ancienne ligne vers Aquia Creek fut abandonnée.
À l'autre bout de la ligne, la liaison Washington / Quantico nécessita plusieurs compagnies sous le contrôle du Pennsylvania Railroad. Ainsi le 27 février 1854, l'Alexandria & Washington Railroad fut créé pour réaliser une interconnexion entre le Baltimore and Ohio Railroad (B&O), situé à Washington DC sur la rive nord du Potomac, et d'autres compagnies arrivant à Alexandria sur la rive sud du Potomac. Mais le Long Bridge sur le Potomac n'était pas assez solide pour laisser passer les trains. Donc le A&W ne put bâtir son réseau qu'à partir de l'extrémité sud du pont de Long Bridge (situé sur la rive sud du Potomac) vers Alexandria. La ligne fut ouverte en 1857. Il fit banqueroute le 9 juillet 1887 et fut vendu puis réorganisé en Alexandria & Washington Railway le 23 novembre 1887.
Entretemps, le 21 février 1865, un nouveau pont ferroviaire plus solide fut construit, et le 15 novembre 1865 après la fin de la guerre civile, ce nouveau pont fit partie du Washington, Alexandria & Georgetown Railroad, qui fut loué par le B&O.
Faisant suite à l'A&W, l'Alexandria & Fredericksburg Railway (créé le 3 février 1864) relia Alexandria à Quantico le 2 juillet 1872. Le Potomac Railroad fut créé le 21 avril 1867 à Quantico; puis le 1er mai 1872, il ouvrit ses 2,7 km de voie permettant de relier le RF&P à l'Alexandria & Frederickburg Railway. À compter du 17 mai 1877, le Potomac Railroad fut loué au RF&P pour une durée de 28 ans.
En 1873, le Baltimore & Potomac Railroad (filiale du Pennsylvania Railroad) prit le contrôle du Long Bridge; il évinça le B&O, mais donna un droit de passage à l'A&W.
Le 31 mars 1890, l'Alexandria & Washington Railway et l'Alexandria & Fredericksburg Railway fusionnèrent pour constituer le Washington Southern Railway. Jusqu'au 1er novembre 1901, il fut exploité par le Baltimore & Potomac Railroad puis par son successeur le Philadelphia, Baltimore & Washington Railroad, lesquels faisaient partie du Pennsylvania Railroad. Le 5 septembre 1901, le Pennsylvania Railroad, le Baltimore and Ohio Railroad (B&O), l'Atlantic Coast Line Railroad (ACL), le Seaboard Air Line Railroad (SAL), le Chesapeake and Ohio Railway (C&O) et le Southern Railway (SOU) constituèrent la holding Richmond Washington Company qui prit la totalité du capital du RF&P et du Washington Southern Railway. Mais jusqu'au 1er novembre 1901, le Pennsylvania via le Baltimore & Potomac Railroad resta le seul opérateur sur le Washington Southern. Le Potomac Railroad fut transféré au Washington Southern le 30 juin 1904. Le Pennsylvania Railroad n'autorisa le B&O à franchir le Long Bridge que le 1er juillet 1904. Le 24 février 1920 le RF&P fusionna le Washington Southern.
Sur les 6 actionnaires de la holding Richmond Washington Company: 
- les 4 compagnies suivantes, B&O, C&O, ACL et Seaboard, finirent par faire partie de CSX.
- le Pennsylvania Railroad fut intégré à Conrail puis repris en grande partie par le NS.
- le Southern (qui cessa d'utiliser l'ancien réseau RF&P) fusionna avec le N&W pour donner le NS.

En 1991, CSX Transportation fusionna le RF&P, et en 1998, lors du rachat de Conrail, CSX put enfin acquérir le Long Bridge sur le Potomac !

## Le réseau
Le RF&P fut un «bridge line»: car l'essentiel de son trafic fut constitué par des compagnies transitant sur son réseau. Son slogan "Linking North & South" était révélateur de cet état de fait.
Durant la majeure partie de son existence, le RF&P était connecté au Chesapeake and Ohio Railway, à l'Atlantic Coast Line Railroad, et au Seaboard Air Line Railroad à Richmond. À Alexandria, et à Washington DC grâce à des droits de passage dans la gare d'Union Station, les connexions se faisaient avec le Pennsylvania Railroad, le Baltimore and Ohio Railroad, et le Southern Railway. Enfin, il y avait une connexion avec le Washington & Old Dominion Railroad à Potomac Yard.

### Les embranchements
- Richmond Connection

Le Richmond Frederiksburg & Potomac and Richmond & Petersburg Railroad Connection fut créé le 3 mars 1866, et ouvert le 1er mai 1867. C'était une connexion entre le RF&P et le Richmond & Petersburg Railroad (R&P) situé à l'ouest du centre-ville de Richmond ; ce dernier fut plus tard intégré à l'Atlantic Coast Line Railroad. Cette connexion était exploitée conjointement par le RF&P et le R&P. Une autre connexion située après Broad Street Station appartenait au R&P.
- Louisa

Le Louisa Railroad, créé en 1836, reliait Doswell, situé sur le RF&P, à Louisa à l'ouest. Au début il fut exploité comme un embranchement du RF&P, mais il fut réorganisé en Virginia Central Railroad en 1850, et fusionné dans le Chesapeake and Ohio Railway en 1868.
- Rosslyn

L'embranchement vers Rosslyn ouvrit en 1896, et fut vendu au Rosslyn Connecting Railroad en 1903, lequel était contrôlé par le Philadelphia, Baltimore & Washington Railroad.

### Sources
- « Railroad History Database »
- « Corporate Genealogy - Richmond, Fredericksburg and Potomac »
- « Corporate Genealogy - Washington Southern »
- Mileposts from « CSX Transportation Timetables »